# Amale Arzelus
Amale Arzelus Arrieta (San Sebastián, Guipúzcoa, 19 de febrero de 1924 – 28 de septiembre de 2015) fue una locutora de radio y maestra española. Fue la primera mujer que trabajó en la radio vasca y la primera locutora y actriz de radio en euskera.

## Biografía
Nació el 19 de febrero de 1924 en San Sebastián, en la familia de Ander Arzelus ‘Luzear’ y Amalia Arrieta. Tuvo tres hermanos: Itziar, Ander e Iñaki.
Desde pequeña, bajo la influencia de su padre, estuvo trabajando en actividades que promovían el euskera en la radio o en obras de teatro, como Neskamearen marmarrak ('Los murmullos de la criada'), que escribió su padre para que ella la interpretara. Su madre no sabía hablar en euskera. 
El 2 de marzo de 1932, en la radio Unión Radio de San Sebastián, Luzear y Joseba Zubimendi hicieron el primer programa de radio en euskera. Bajo la dirección de su padre, convirtiéndose en la primera locutora de radio vasca. Era la locutora de los monólogos, obras de teatro y discursos que escribía su padre, convirtiéndose en uno de los personajes más importantes de la cultura vasca de la época.
En aquel programa de radio participaron Xabier de Lizardi, Aitzol, Telesforo de Monzón, Emeterio Arrese, Orixe, Toribio Alzaga, Elbira Zipitria, Tomás Garbizu y Jean Lafite, entre otros. En 1934, durante el Segundo bienio de la Segunda República española, el programa de radio fue prohibido y suspendido.
En la Guerra civil de 1936, después de pasar por Zarauz, Lequeitio y Bilbao, huyó a Ascain con toda su familia a excepción de su padre, que lo llevaron preso a Santoña y que estuvo en la cárcel hasta 1944, primero en El Dueso, después en Larrinaga y en los cinco últimos años en la Prisión Central de Burgos, estando dos años bajo la sentencia de muerte.
Alrededor de 1940, volvieron a San Sebastián y Arzelus tuvo que comenzar a trabajar en la imprenta Gráficas Fidel para llevar dinero a casa y para que sus hermanos siguieran estudiando, ya que, como su padre seguía en la cárcel, ella era la mayor de la familia. Después de que su padre saliera de la cárcel en 1943, tuvo que exiliarse a Madrid. Un año después, pudieron volver a San Sebastián. Ahí formó parte del grupo de teatro que creó Luzear, hasta que en 1946 tuvo que refugiarse de nuevo en Francia. Mientras trabajaba en la imprenta, Arzelus era catequista en su parroquia y también estuvo enseñando francés.
En 1948, junto con Elbira Zipitria, crearon ikastolas clandestinas en San Sebastián, cada una en su casa y bajo la petición de Arzelus. En ese mismo año se casó con Andoni Zinkunegi y al año siguiente nació el primero de sus nueve hijos, Ander. Arzelus continuó con las ikastolas hasta que se legalizaron en 1968. A partir de ese momento y hasta la década de 1990, fue profesora de euskera para personas mayores.
Fue miembro de Euskerazaintza desde que se creó hasta sus últimos días, asociación que nació en contra del euskera batúa. Defendían los dialectos del euskera y no aceptaban el batúa de aquel entonces, ya que consideraban que tenía demasiada influencia española y francesa. Sin embargo, reconocían la necesidad de unificar el idioma. También creó otra asociación bajo el nombre de “Arbasoen izkuntza zaleak”.
Murió a los 91 años el 28 de septiembre de 2015.

## Reconocimientos
En octubre de 2011, en torno a las celebraciones del Día del Teatro en Munguía, la Asociación de Teatro del País Vasco EHAZE, concedió a Arzelus el Premio al Artista Teatral por su trayectoria en el ámbito teatral.
En marzo de 2025, la Fundación Sabino Arana y la Diputación Foral de Guipúzcoa publicaron el libro Amale Arzelus Arrieta. Mis memorias, que recopila textos autobiográficos de Arzelus y también recoge textos escritos por su hijo Jonan Zinkunegi.